# Georges-Adrien Crapelet
Pour les articles homonymes, voir Crapelet.
Georges-Adrien Crapelet, né le 13 juin 1789 à Paris, décédé le 11 décembre 1842 à Nice, est un écrivain et imprimeur français, fils de Charles Crapelet.

## Biographie
À la mort de son père, Charles Crapelet (1762-1809), Georges-Adrien prend d'abord avec sa mère, puis seul, la succession de l’imprimerie. Il est breveté imprimeur le 1er avril 1811 (brevet renouvelé le 15 octobre 1816) et libraire le 6 juillet 1824. Membre de la Société de l'Histoire de France ; président de la Société royale des antiquaires de France.
Il traduit en vers les Noces de Thétis et Pelée de Catulle (1809), fait connaître à la France les recherches bibliographiques de Thomas Frognall Dibdin, et publie lui-même d'intéressantes Études sur la typographie, ainsi qu'une histoire Des progrès de l'Imprimerie en France et en Italie au XVe siècle (1836). Il publie en 1834 la première édition critique du roman courtois français de le fin du XIIe siècle Partonopeus de Blois ; il est l'éditeur scientifique de la Collection des anciens Monumens de l'histoire et de la langue française, série auquel il contribue comme auteur. Dans cette série, il travaille avec Dominique Martin Méon à l'édition d'un poème du XVe siècle sur le Combat des Trente qu'il fait paraître sous le titre Le combat de trente bretons contre trente anglois en 1827.
Charles Lahure épouse sa fille Marie-Fortunée (1817-1843) et co-dirige ensuite la maison Crapelet avec Charles-Jean, fils aîné de Georges-Adrien.

## Œuvre

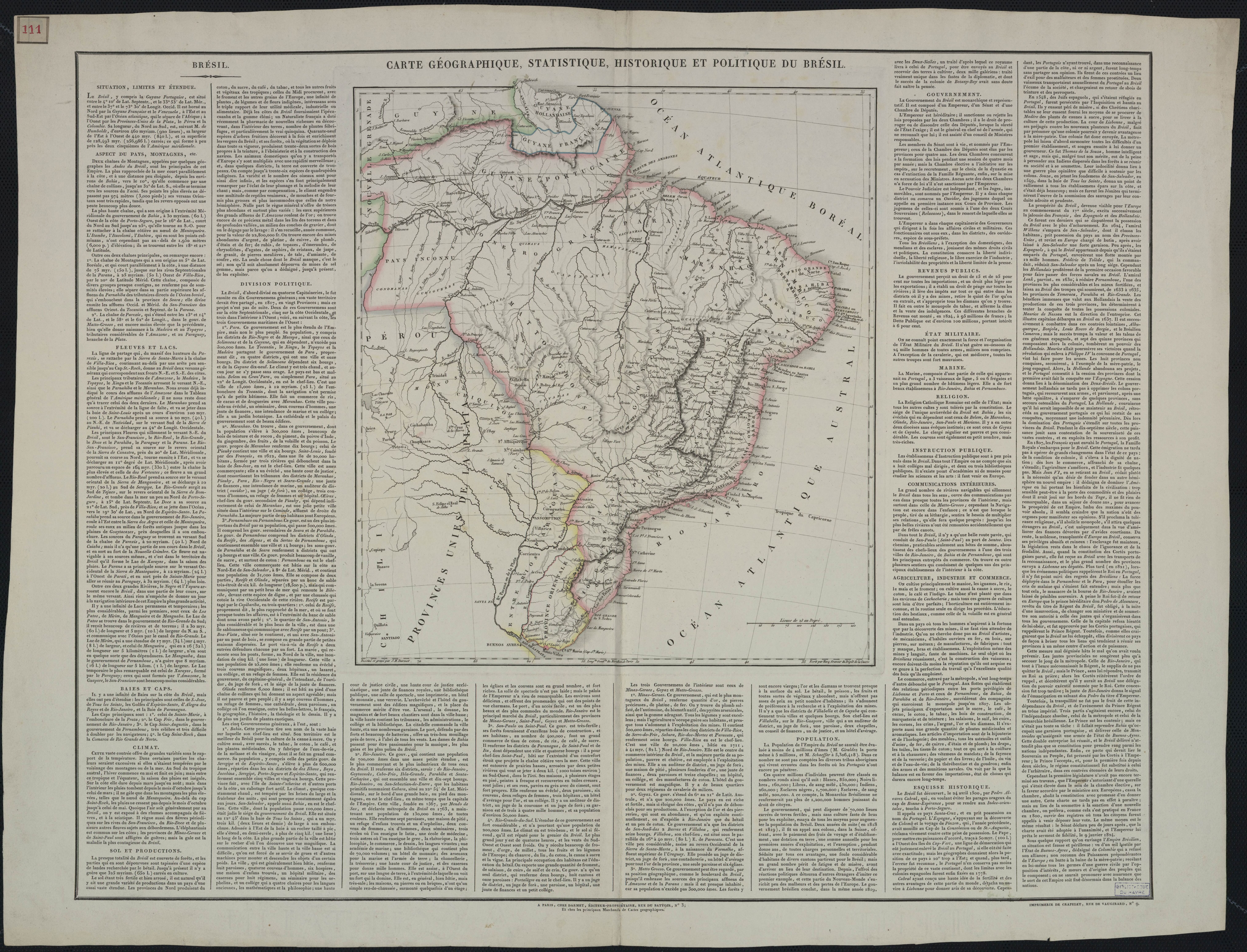
Carte du Brésil de JM Darmet et JM Hacq, imprimée par Georges-Adrien Crapelet en 1820.

- Réflexions sur les Écrits politiques de 1816, 1816.
- Souvenirs de Londres en 1814 et 1816, 1817 (lire en ligne)[7].
- Lettres de Henri VIII à Anne Boleyn, 1826[8].
- Anne Boleyn, par l'auteur des « souvenirs de Londres », 1831.
- Addition au précis historique et littéraire sur Eustache Deschamps, 1834 (lire en ligne).
- Des progrès de l'Imprimerie en France et en Italie au XVe siècle, 1836.
- Études pratiques et littéraires sur la typographie, 1837.

## Citation
C'est à lui qu'on doit le fameux aphorisme : « Un livre sans faute est une chimère ». On trouve cela à la page 222 de Études pratiques et littéraires sur la typographie (1837).